# Vreedenhoff
Vreedenhoff est un manoir situé dans la commune de Nieuwersluis aux Pays-Bas. Buitenplaats construite aux environs de 1750, elle est actuellement protégée en tant que monument national numéro 511 793.